# Kehlen
Kehlen (luxembourgsk: Kielen) er en kommune og et byområde i storhertugdømmet Luxembourg. Kommunen, som har et areal på 28,18 km², ligger i kantonen Capellen i distriktet Luxembourg. I 2005 havde kommunen 4.724 indbyggere.
49°40′00″N 6°02′00″Ø / 49.6667°N 6.0333°Ø